# Maja Kutleša
Maja Kutleša (Spalato, 16 maggio 1957) è un'ex cestista jugoslava.

## Carriera
Con la Jugoslavia ha disputato i Campionati europei del 1978.